# 三峯徹
三峯 徹（みつみね とおる、男性、1967年3月24日 - ）は、日本のハガキ職人。神奈川県出身。本名非公開。

## プロフィール
- 三峯徹（成年誌）の他に三峰徹（一般誌）、三峯徹子（BL・ゲイ系雑誌）、丹沢恵三（一部成年誌）等のペンネームを持つハガキ職人。ペンネームの由来は、「学生時代にアルバイトをしていた三峯産業」と「同級生の下の名前」が由来とされている[2][3]。もともと漫画家志望であり、絵に添える句や詩は漫画家志望時代に見たり読んだりしたものが下地になっているという[1]。
- 主な活動は成年向け漫画雑誌への自筆イラスト投稿で、初掲載は『キャンディータイム』（辰巳出版）1989年5月号[4]。以後ほぼブランクなく活動を続けており、2009年には「5月12日で美少女本投稿歴21年目（20周年）になる」としていた[5][6]。
- 2009年11月には投稿20周年を祝し「三峯徹20周年トークイベント」をネイキッドロフトにて開催され、投稿を始めたきっかけは『ペンギンクラブ山賊版』の読者アンケートに回答し、大好きな漫画家である森山塔（山本直樹）のテレホンカードを入手し大変うれしかったことと述べ、三峯を崇拝するダーティ松本や鬼ノ仁、長谷円ら数多くの漫画家から20周年を祝う色紙が寄せられ、会場で公開された。また、20年間も投稿を続けている理由は「好きだから」、今後も投稿を止めるつもりはなく出来る限り続けていくことや、30周年までには漫画を描きたいことなどを語っている。その後のグッズ即売会ではサインを求める長蛇の列ができ、ファンが握手を求めるなどプロ漫画家並みの人気ぶりであった。
- 2019年10月には投稿30周年トークイベントをロフトプラスワンにて開催。それまで「初の投稿掲載はペンギンクラブ山賊版1989年9月号」とされていたのを「同年のキャンディータイム5月号が初だった」と訂正、登壇者一同で謝罪した[4]。
- 人柄は「腰の低い　いいおじさん[7]」と語られている。

## エピソード
- 最盛期には40〜50冊の成年漫画誌を購入し、月の投稿量は100枚以上であったとされている。現在も30誌以上を購読し、イラスト葉書を投稿し続けている。親にバレるのを避けるため、封書での投稿に切り替えている[8]。尊敬している漫画家は石ノ森章太郎[8]。投稿のきっかけは週刊モーニングの読者アンケート懸賞に応募して当たったこと。18歳のころにはハガキを読まれる喜び、自分の文章が乗る喜びを知り、ハガキ職人となっていったという[1]。
- 自筆イラストには拘りがあり、顔と胴体でペンを使い分ける（顔はカブラペン、ほかはGペン[1]）、スクリーントーンはI.C SCREENの61番だが乳首のみ41番と発言している[5]。作成には5〜6時間をかける[5]。ただし描くのは1時間くらい[8]。独特の絵柄は決して上手いとは言えないが長年定着している。投稿したハガキがボツになることについても「ハガキをポストに投函した時点で既に満足しているから、ボツになっても構わない」と語っている。
- イラストに関しては「投稿すること」が第一になっており、掲載時にデッサンのミスやトーンの貼り忘れに気付くという。自身はこれを「夜中に書いたラブレター」と例えている[1]。
- 新創刊した雑誌に「三峯徹から投稿があると雑誌が長続きする」という座敷童子的な都市伝説があり、その様子は『コミックヴァルキリー』創刊号や『ヤングチャンピオン烈』の読者コーナーにおける編集者の記述からも伺うことができる[9][10]。また、金平守人の『エロ漫の星』（『ヤングコミック』2008年5月号掲載）の中で、同人誌とエロ漫画界におけるヒエラルキーの描写において、ピラミッドの頂点の上に別次元として三峯の名前が記されているなど、その認知度は高い。
- 成年漫画を題材とした『あーとかうーしか言えない』（著者：近藤笑真）の作中に三峯がモデルになっている峯田肇というキャラクターが登場する。
- 2015年、48歳で脳梗塞を患い左半身まひとなる[11]。入院のブランクや喘息での入院もあり、投稿活動を一時中断。ただし入院中も「週刊現代」の川柳コーナーには投稿していた[11]。約3か月後に自宅に戻ると、兄や妹家族に投稿イラストや、漫画家のサイン色紙などの大量のコレクションが断捨離されてしまう[11]。この断捨離で親類に「三峯徹」であることが身バレした[11]。なお義理の弟からだけは尊敬のまなざしを浴び、距離が縮まったという。
- 『ヤングコミック』2020年6月号より2022年11月号まで、金平守人（漫画）・稀見理都（監修）による三峯の伝記漫画『少年画報社版 人物日本の歴史 三峯徹』が連載された[12][13]。
- 2023年1月時の投稿ペースは月によって波があり、少ない月で5，6枚。多い月は約20枚程度投稿している[11]。

## ハガキ投稿以外の活動
- 2006年、LOST SCRIPTの『蠅声の王』初回限定版の特典にて、ゲストイラストレーター（製品紹介ページの表記）として参加。
- 2007年、サンシャインクリエイション・コミックマーケット・コミティアなどの販売会に「三峯仮面」名義で参加開始、作品集の他に夏のコミケではイラスト入りTシャツを配布し大好評であった。
- 2009年、『さよなら絶望先生 序 ～俗・絶望少女撰集～』（キングレコード）にてカット内に挿入されるイラストを提供。
- 2009年11月9日、ネイキッドロフトにて「三峯徹20周年記念トークライブ～気がつくと、いつもきみがそこにいたね～」に出演。
- 2010年10月15日放送のタモリ倶楽部に出演[14][11]。その後、番組スタッフを通じタモリと会う機会をスタジオ見学という形で設けられたが、風邪をひいていたこと、翌日がサークル参加するコミケの日だったため大事をとってタモリと会うことを断った[1]。この逸話は「タモリさんよりもコミケを取った」と番組スタッフや三峯ファンの間で語り草になっている[11]。
- 2010年10月4日号（No.40）の週刊プレイボーイにイラストを寄稿。
- 2010年11月23日、ロフトプラスワンにて「地デジカもびっくり! 地上波進出記念『三峯徹トークライブ ～凱旋～』」に出演。
- 2011年、トレーディングカード付きおつまみ「萌種」に描き下ろしイラストを提供。[15]
- 2013年、ホットパワーズ製のオナホール「三峯ほおる」にてパッケージ及び小冊子にて初の漫画を執筆。[16]
- 2016年、『エロマンガノゲンバ』（稀見理都）にインタビュー記事が載る。
- 2021年、18歳未満入場禁止展覧会「下品で最低5」のキャラクター制作。同キャラクターは展覧会宣伝用のVTuberとして使用される。